# Championnats panaméricains de cyclisme de 1988
Navigation
Championnats panaméricains 1986 Championnats panaméricains 1990
Les Championnats panaméricains de cyclisme sont les championnats continentaux de cyclisme sur route et sur piste pour les pays membres de la Confédération panaméricaine de cyclisme.
La neuvième édition se déroule à l'été 1988 en Colombie. Pour la première fois, les championnats sont ouverts aux femmes et voient la victoire de la délégation cubaine.
Les compétitions sur piste ont pour théâtre le vélodrome Martín Emilio Cochise Rodríguez de Medellín. Quatorze nations se sont affrontées.

## Podiums

### Cyclisme sur route
| Épreuves                | Or                                                                  | Argent                                                                                   | Bronze          |
| ----------------------- | ------------------------------------------------------------------- | ---------------------------------------------------------------------------------------- | --------------- |
| Compétitions masculines |                                                                     |                                                                                          |                 |
| Course en ligne         | Juan Carlos Arias (en)                                              | Álvaro Mejía                                                                             | Leonardo Sierra |
| 100 km par équipes      | Cuba Eduardo Alonso Eduardo Cruz Eliecer Valdés Osmany Álvarez (de) | Colombie Álvaro Mejía Orlando Castillo (en) Pedro Nel Bonilla (en) Ángel Noé Alayón (en) | Mexique         |
| Compétitions féminines  |                                                                     |                                                                                          |                 |
| Course en ligne         | Adriana Muriel                                                      | Martha Luz López (en)                                                                    | Odalys Tomps    |

### Cyclisme sur piste
| Épreuves                | Or                   | Argent                 | Bronze               |
| ----------------------- | -------------------- | ---------------------- | -------------------- |
| Compétitions masculines |                      |                        |                      |
| Kilomètre               | Clóvis Anderson (en) | Antonio Quintero (de)  | Paulo Jamur (pt)     |
| Vitesse individuelle    | Mario Pons           |                        | Clóvis Anderson (en) |
| Poursuite individuelle  | Eduardo Alonso       | Antônio Silvestre (pt) | Omar Trujillo        |
| Poursuite par équipes   | Cuba                 |                        |                      |
| Course aux points       | Alexis Méndez (en)   | Manuel Youshimatz      |                      |
| Compétitions féminines  |                      |                        |                      |
| Vitesse individuelle    | Dania Pérez (en)     | Iêda Botelho           | Odalys Tomps         |
| Poursuite individuelle  | Martha Ligia Maya    |                        | Odalys Tomps         |

## Déroulement des championnats
À quelques jours du début des compétitions, le Trinidadien Gene Samuel confirme sa présence. Vainqueur de l'épreuve du kilomètre en 1984 et auteur d'une excellente participation aux Jeux, il est aussitôt décrété par la presse bogotanaise comme l'attraction des championnats.

### Les compétitions sur route

#### 29 juillet:100 km contre-la-montre par équipes
C'est à neuf heures ce vendredi 29 juillet que l'épreuve des 100 km par équipe inaugurent ces neuvièmes championnats. Après les désistements des délégations des États-Unis et du Canada, qui ne font pas des championnats panaméricains une priorité, deux autres sélections se désistent au dernier moment, l'Argentine et de l'Uruguay. Ainsi ce sont quinze pays qui sont présents à Medellín (siège des championnats pour la troisième fois en sept ans). Une autre compétition sur route aura lieu (la course en ligne conclura l'évènement) ainsi que cinq épreuves sur la piste du vélodrome Martín Emilio Rodríguez. De plus pour la première fois, des épreuves féminines se dérouleront. Lors de la septième édition, la Colombie avait remporté la manifestation avec trois médailles d'or, deux d'argent et également deux en bronze. Cette dernière ainsi que le Mexique, le Venezuela et Cuba sont donnés favoris pour se partager les médailles de l'épreuve inaugurale. La représentation locale est la même que le projet olympique, appuyé par les piles Varta. La révélation du cyclisme colombien Álvaro Mejía, deuxième quelques semaines plus tôt du Tour de Colombie, dernier à être incorporé, soulève l'admiration de son directeur technique, Jorge Tenjo. Mejía est accompagnée d'Orlando Castillo (en), de Pedro Nel Bonilla (en) et de Ángel Noé Alayón (en). Tenjo les dit en forme et les voit lutter pour la médaille d'or. Les Aztèques dépêchent un quartette expérimenté avec Rosendo Ramos, Tito Lugo, Héctor Pérez (de) et Nathan Golding. Les Vénézuéliens en font de même avec Justo Galavís (de), Enrique Campos (en), Fernando Correa (es) et Gustavo Parra tandis que les Cubains ne sont pas à négliger avec Eduardo Alonso, Eduardo Cruz, Eliecer Valdés et Osmany Álvarez (de).
La sélection cubaine remporte les 100 km contre-la-montre par équipes en réalisant le parcours en 2 h 3 min 55 s, temps toutefois inférieur à celui réalisé par les Chiliens en 1981 (2 h 2 min 51 s). Les Colombiens et les Mexicains obtiennent respectivement les médailles d'argent et de bronze. Le Costa Rica termine quatrième et le Chili cinquième. Tandis que le Brésil a abandonné. Les Cubains se sont distingués par leur régularité. Leur meilleur partiel furent leurs premiers vingt-cinq kilomètres, effectués en 30 min 7 s alors qu'au troisième tour, ils réalisèrent 31 min 4 s. Alonso, Cruz, Valdés et Álvarez ont justifié l'étiquette de favoris qu'on leur avait donné en remportant la première médaille d'or des championnats, à la moyenne horaire de 48,418 km/h. L'équipe olympique de Colombie, parrainée par les piles Varta, en réalisant une « excellente course », obtient la deuxième place avec un "chrono" de 2 h 6 min 21 s. Ce temps réalisé par Mejía, Castillo, Bonilla et Alayón est le meilleur jamais réussi par une sélection nationale colombienne. Celle-ci a réussi à maintenir l'écart avec les leaders autour de la minute durant les trois premiers tours mais dans le quatrième, le quatuor a perdu du terrain, terminant loin des prévisions de Jorge Tenjo, tablant sur un résultat de 2 h 3 - 2 h 4. Effectuant ses trois premiers tours entre 30 min 53 s et 31 min 33 s, il accomplit les derniers vingt-cinq kilomètres en 32 min 46 s, échouant à 2 min 25 s des Cubains. Pour Tenjo même s'ils n'ont pu faire jeu égal avec les vainqueurs que sur trois tours, les quatre hommes laissent beaucoup d'espoir pour le futur. De plus, ils améliorent le résultat obtenu quatre ans plus tôt, une médaille de bronze décroché par le quartette composé de Ramón Tolosa (es), Fabio Parra, Julio Alberto Rubiano et Néstor Mora,.
Classement des 100 km contre-la-montre par équipes
| Pos                          | Pays       | Temps          |
| ---------------------------- | ---------- | -------------- |
| Médaille d'or, Amérique      | Cuba       | 2 h 3 min 55 s |
| Médaille d'argent, Amérique  | Colombie   | à 2 min 25 s   |
| Médaille de bronze, Amérique | Mexique    | à 9 min 8 s    |
| 4                            | Costa Rica | à 10 min 56 s  |
| 5                            | Chili      | à 10 min 57 s  |
| 6                            | Guatemala  | à 11 min 1 s   |
| 7                            | Porto Rico | à 16 min 39 s  |
| 8                            | Pérou      | à 16 min 39 s  |
| 9                            | Panama     | à 35 min 21 s  |

#### 30 juillet: la course en ligne féminine
Le lendemain a lieu la première épreuve jamais disputée par des concurrentes féminines lors de championnats panaméricains. À neuf heures du matin, les vingt-trois concurrentes de l'épreuve individuelle sur route (provenant du Brésil, du Chili, de Colombie, de Cuba, du Mexique, de Puerto Rico et du Venezuela) prennent le départ d'un parcours, avec départ et arrivée dans le quartier d'El Poblado (es), long de 67,5 km.
La sélection colombienne réussit le doublé avec Adriana Muriel et Martha Luz López (en).
La championne de Colombie 1988, Adriana Muriel accomplit les 67 500 m en 2 h 10 min 55 s et arrive vingt-six secondes avant sa compatriote. López n'a pu suivre le rythme imposé par son équipière dans la partie ascendante du circuit. Muriel effectue les deux derniers tours seule et réalise 30,935 km/h de moyenne. La médaille de bronze est pour la concurrente cubaine Odalys Tomps Espinosa qui prend le meilleur sur Rosa Emma Rodríguez, dans les derniers cent mètres, empêchant ainsi un triplé de la sélection hôte. Une quatrième Colombienne Doris Fonseca termine cinquième, donnant plus d'ampleur encore à la main-mise des coureuses locales sur la course. De vingt-trois concurrentes de sept nations différentes prévues, seules vingt (de six pays) prennent le départ. Dix-huit termineront. La Brésilienne Cynthia Rocha Dutra et la Portoricaine Natividad Torres ont du abandonnées à la suite d'une chute dans la partie descendante du circuit. L'épreuve a été dominée dès le début par les coureuses colombiennes. L'attaque décisive s'est déroulée lors du troisième tour (sur un total de cinq), où Adriana Muriel, Martha Luz López et Odalys Tomps se sont échappées. Cependant les meilleures dispositions en montée des coureuses colombiennes ont eu raison de la résistance de la Cubaine. Muriel déclarant à l'issue de la course que ne connaissant pas le niveau réel de leurs concurrentes, elles ont attaqué pour tester le niveau des Cubaines. Elle ajoute que jamais elle n'avait imaginé pouvoir devenir championne panaméricaine. Rosa Emma Rodríguez a dû se sacrifier pour marquer Tomps et l'empêcher de reprendre du temps au duo d'échappées, et il lui a manqué des forces pour réussir le triplé. Odalys Tomps, elle, a trouvé le parcours très dur. Bien qu'elle se soit plainte de son vélo, inapproprié pour rivaliser, elle reconnait la supériorité des Colombiennes.

#### 31 juillet: la course en ligne masculine
Le lendemain, à neuf heures, se dispute la course hommes sur le même tracé qui avait vu un quadruplé colombien quatre ans auparavant. Ramón Tolosa (es) avait remporté l'épreuve en 4 h 46 min 31 s devant Fabio Parra, Julio Alberto Rubiano et Carlos Mario Jaramillo.
Monopolisant les deux premières places de la course en ligne dames, la Colombie en fait de même chez les hommes. Dans l'épreuve qui marque la fin des compétitions sur route de ces championnats,  Juan Carlos Arias (en) et Álvaro Mejía terminent respectivement premier et deuxième au bout des 175,5 km de course. le Vénézuélien Leonardo Sierra obtient quant à lui la médaille de bronze.
Juan Carlos Arias a mis 4 h 56 min 4 s pour effectuer le parcours à une moyenne de 35,566 km/h. Accompli en 21 min 21 s, le cinquième tour fut le plus rapide des quatorze au programme. Arias met à profit le dernier kilomètre pour s'imposer après avoir fait partie d'une échappée à quatre, comprenant Mejía, Sierra, le Colombien Josué López (qui terminera quatrième) et lui-même. Alors que le premier tour était à peine commencé, cinq coureurs allaient au sol et devaient abandonner, dont le Vénézuélien Enrique Campos (en), cité parmi les favoris pour le podium. Puis, la difficulté du parcours, les crevaisons et les fortes chaleurs affectèrent d'autres coureurs, qui eux non plus ne virent pas la ligne d'arrivée. Ainsi ce fut le cas pour les Cubains Osmany Álvarez (de) et Roberto Rodríguez (de), le Brésilien Wanderley Magalhães (pt), le Guatémaltèque Edín Roberto Nova, le Portoricain Ramón Avilés Soto ou le Costaricien Rigoberto Zuñiga, par exemple. Soixante-cinq concurrents prirent le départ et seulement vingt-cinq terminèrent. Les sélections du Panama et de Porto Rico n'eurent pas de représentants qui franchirent la ligne. Plusieurs directeurs techniques se plaignirent de l'organisation, une simple crevaison pouvant entraîner l'abandon pour ne pas avoir été pris en charge à temps. La sélection colombienne lance la première attaque d'envergure par l'intermédiaire de Jorge Nilton Ortiz, qui avec six compagnons de fugue, va occuper le devant de la course durant une quarantaine de kilomètres. Cette attaque a pour effet de dégrossir le peloton (même si cela aura pour conséquence l'incapacité pour Ortiz de suivre le rythme de celui-ci en fin de parcours). C'est au dixième tour que l'attribution des médailles se décident avec l'attaque des trois Colombiens et de Sierra, qui s'extraient du peloton pour compter plus de deux minutes d'avance. Tandis qu'à l'intérieur du peloton, les autres coureurs colombiens emmenés par Tomás Ruiz tentent de ralentir le rythme et jugulent les tentatives d'échappée. La lutte devient intense devant. La supériorité numérique du pays hôte est contrecarrée par la qualité de l'adversaire. Le Vénézuélien se paye même le luxe d'attaquer et de s'isoler en tête à une dizaine de kilomètres du terme, profitant de la rivalité dans le trio colombien (accaparé par la question "à qui échouera le titre"). Mais Álvaro Mejía réagit et reprend l'homme de tête. Puis c'est au tour de Sierra de se faire lâcher par les trois Colombiens. Celui-ci réussit toutefois la jonction grâce à l'indécision qui freine le trio. Le scénario reste identique jusqu'à l'entame du dernier kilomètre où Juan Carlos Arias accélère et ne garde dans sa roue que Mejía. Sierra se défaisant de López pour obtenir le bronze.
À l'issue, Juan Carlos Arias se dit heureux de sa médaille d'or, il ajoute que sa victoire permettra de croire en la sélection olympique colombienne. Il précise qu'il s'était accordé avec Álvaro Mejía à la fin pour ne pas se laisser surprendre. Comme il était plus rapide au sprint c'est lui qui le lança, Sierra marquant Mejía, ce qui l'aida dans la grimpette finale. Álvaro Mejía, deuxième, déclare, lui, que la course fut exigeante de par son tracé et la température. L'attaque fut portée lorsque cela semblait plus prudent. Mejía reconnait la valeur de Leonardo Sierra, qui les a attaqués plusieurs fois pour tenter de finir seul. Jorge Tenjo, directeur technique de l'équipe olympique, sponsorisée par les piles Varta, exprime sa satisfaction devant ce doublé, lui qui n'espérait qu'une médaille. Selon lui, le bilan est positif. Tous ses coureurs ont rallié l'arrivée et de surcroit à une place enviable. Puis il conclut sur Mejía, le favori de la presse, qui a montré ses qualités en obtenant la médaille d'argent en ce jour après l'avoir décroché sur le 100 km par équipes. Pour Tenjo, la course d'Álvaro a été rendu très difficile par le marquage exercé sur lui par des participants de valeur, mais Mejía sut démontrer son niveau.
Classement de la course en ligne masculine
| Pos                          | Coureur                | Pays      | Temps             |
| ---------------------------- | ---------------------- | --------- | ----------------- |
| Médaille d'or, Amérique      | Juan Carlos Arias (en) | Colombie  | en 4 h 56 min 4 s |
| Médaille d'argent, Amérique  | Álvaro Mejía           | Colombie  | m.t.              |
| Médaille de bronze, Amérique | Leonardo Sierra        | Venezuela | à 1 s             |
| 4                            | Josué López            | Colombie  | à 4 s             |
| 5                            | Gustavo Parra          | Venezuela | à 2 min 39 s      |
| 6                            | Tomás Ruiz             | Colombie  | à 2 min 40 s      |
| 7                            | Marcos Mazzaron (pt)   | Brésil    | à 3 min 4 s       |
| 8                            | Jesús Núñez Lazo       | Cuba      | m.t.              |
| 9                            | Jorge Nilton Ortiz     | Colombie  | m.t.              |
| 10                           | Rosendo Ramos          | Mexique   | m.t.              |

#### Bilan des compétitions sur route
Ce tableau n'est pas officiel et n'est qu'un récapitulatif des médailles obtenues par sélection.
| Rang  | Nation    | Or | Argent | Bronze | Total |
| ----- | --------- | -- | ------ | ------ | ----- |
| 1     | Colombie  | 2  | 3      | 0      | 5     |
| 2     | Cuba      | 1  | 0      | 1      | 2     |
| 3     | Mexique   | 0  | 0      | 1      | 1     |
| -     | Venezuela | 0  | 0      | 1      | 1     |
| Total | Total     | 3  | 3      | 3      | 9     |

### Les compétitions sur piste

#### 1eraout: première journée de compétition sur piste
Au programme de la première session : séries qualificatives de la poursuite individuelle hommes et de la vitesse individuelle femmes et finale du kilomètre.
Le Brésilien Clóvis Anderson Jr (en) s'adjuge la médaille d'or dans la discipline du kilomètre, en réalisant l'exercice en 1 min 6 s 50. Le Cubain Antonio Quintero (de) s'octroie la médaille d'argent tandis que le second Brésilien Paulo Antonio Ramirez (pt) se contente du bronze. L'Équatorien Mario Pons échoue à un centième du podium. Alors que les concurrents colombiens terminent loin. Avec Jorge Iván Casas, sixième, en 1 min 7 s 67 et Jaime Alberto Rico, en 1 min 8 s 98, qui achève l'épreuve très loin de ses standards.
Au grand dam des organisateurs, la première journée de compétition de piste s'est déroulée devant un public clairsemé et n'a pas été favorable aux "pistards" du pays hôte. Lors des séries qualificatives de la poursuite hommes, le Cubain Eduardo Alonso a réalisé le meilleur temps en 4 min 53 s 37. Les Colombiens Omar Trujillo et Jaime Alberto Rico accèdent au second tour.
Par ailleurs, deux coureurs cubains (Idarnie Espinosa et Antonio Hernández) doivent déclarer forfait à la suite d'un accident de la circulation. L'équipe de poursuite cubaine (Conrado Cabrera (en), Máximo Padrón, Rubén Companioni Sr et Carlos González) est aussi impliquée dans le choc et compte deux blessés.

#### 2 aout: deuxième journée de compétition sur piste
Le Cubain Eduardo Alonso établit le meilleur temps des quarts de finale de la poursuite individuelle. En réalisant 4 min 52 s 67, il rejoint dans le dernier tour de sa série son adversaire, le Péruvien Alfredo Castillo (auteur d'un temps de 5 min 5 s 14). De ce fait, Alonso semble être le mieux placé pour obtenir l'or de la spécialité, le lendemain. Dans les autres séries, le Brésilien Antônio Silvestre (pt) bat Jaime Alberto Rico et assure sa place en demi-finales, avec un temps de 4 min 57 s 62 face au 5 min 0 s 27 du Colombien, qui est éliminé. Son compatriote Omar Trujillo, quant à lui, surpasse le Chilien Juan Ponce (4 min 58 s 43 contre 5 min 4 s 07). Trujillo sera opposé en demis à Antônio Silvestre et peut envisager une médaille de bronze.
Lors des séries de vitesse dames, les cyclistes cubaines et brésiliennes ont démontré leur supériorité sur la bicyclette et se disputeront le lendemain les médailles. La Cubaine Dania Pérez (en) a disposé de la Colombienne Rosa Angélica Maya. La Brésilienne Iêda Botelho s'est imposée face à une autre Colombienne, Martha Ligia Maya. Tandis que l'ilienne Odalys Tomps a pris le meilleur sur une troisième Colombienne, Rosa Emma Rodríguez. Et dans le quatrième quart de finale, la Brésilienne Claudia Tourinho bat la Portoricaine Loree Figueroa.
La réunion est interrompue précocement par l'arrivée de la pluie durant les premières séries de vitesse individuelle masculine.

#### 3 aout: troisième journée de compétition sur piste
En raison de la pluie, la veille, une session matinale est programmée à dix heures.
Au classement provisoire de ces championnats, Cuba détrône le pays hôte en remportant les deux médailles d'or mise en jeu. Eduardo Alonso remporte le titre de la poursuite individuelle messieurs tandis que Dania Pérez (en) s'adjuge celui de la vitesse individuelle dames.
Alonso s'impose sur les 4 000 m en battant le Brésilien Antônio Silvestre (pt). En réalisant 4 min 49 s 61, il approche le record de la piste, détenu par l'Antioqueño Balbino Jaramillo (es) en 4 min 49 s 35. Alonso a montré sa supériorité dans cette finale et au fur et à mesure que les kilomètres passaient l'écart a grandi sur Silvestre. Dans le match pour la médaille de bronze, le Colombien Omar Trujillo dispose du Brésilien Fernando Louro (de) dans un temps de 4 min 54 s 53. Il décroche par là-même la première médaille sur la piste de ces championnats pour le pays hôte.
Chez les dames, Cuba s'adjuge les médailles d'or et de bronze et le Brésil, l'argent. En finale, à peine âgée de quinze ans, Dania Pérez (en) règle facilement Iêda Botelho. Pérez, bien que cela soit sa première compétition sur piste, démontre une remarquable aisance dans la discipline. Dania Pérez réalise 13 s 47 sur les 200 mètres lancés. Pour le bronze, Odalys Tomps bat une autre Brésilienne Claudia Tourinho.
Il y avait également au programme du jour, les séries de la vitesse individuelle masculine. L'Équatorien Mario Pons établit le meilleur temps en 11 s 17, en battant le Brésilien Paulo Antonio Ramirez (pt). Passent également en quarts de finale, le Trinidadien Maxwell Cheeseman (en) et le Brésilien Clóvis Anderson Jr (en). Quant au Cubain Humberto Pages, il élimine Jorge Iván Casas, qui perd à la troisième manche la possibilité de concourir pour une médaille. Le Colombien s'est laissé surprendre tout comme son compatriote José Julián Velásquez, qui lui a été disqualifié.

#### 4 aout: quatrième journée de compétition sur piste
La quatrième session a au programme les finales de vitesse individuelle masculine et les quarts de finale de la poursuite individuelle féminine.
L'Équatorien Mario Pons domine la vitesse, avec 11 s 11 comme meilleur résultat sur les 200 mètres lancés. Auteur de 11 s 80, le Brésilien Clóvis Anderson Jr (en), titré sur le kilomètre, s'empare de la médaille de bronze. Tandis que le représentant de Trinité-et-Tobago échoue à la quatrième place.
La Colombienne Martha Ligia Maya remporte l'or de la poursuite individuelle en réussissant le temps de 4 min 8 s 06. Dans cette épreuve, la Cubaine Odalys Tomps obtient sa troisième médaille de bronze en autant de compétitions disputées.
Ses compatriotes décrochent le titre en poursuite par équipes avec un "chrono" de 4 min 37 s 90.
Dans la course aux points, le Venezuela obtient son seul titre des championnats grâce à Alexis Méndez (en), qui finit l'épreuve avec un tour d'avance et soixante points. Le Mexicain Manuel Youshimatz (en bronze aux Jeux de Los Angeles) se contente de la médaille d'argent.